# Jandaíra (kommun i Brasilien, Rio Grande do Norte)
Jandaíra är en kommun i Brasilien.   Den ligger i delstaten Rio Grande do Norte, i den östra delen av landet, 1 700 km nordost om huvudstaden Brasília. Antalet invånare är 6 796.
Omgivningarna runt Jandaíra är huvudsakligen savann. Runt Jandaíra är det glesbefolkat, med 9 invånare per kvadratkilometer.